# برونو ريزيندي

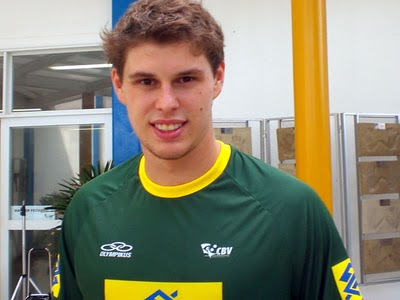
برونو

برونو موسى دي ريزيندي (بالإنجليزية: Bruno Mossa de Rezende)، من مواليد 2 يوليو 1986، وهو لاعب كرة طائرة برازيلي، لعب مع منتخب البرازيل لكرة الطائرة و الإيطالي النادي للكرة الطائرة دوري مودينا.

## الجوائز و الالقاب

### الفردية
- أفضل تمرير - رابطة العالم 2003

## وصلات خارجية
- برونو ريزيندي على موقع الاتحاد الأوروبي (الإنجليزية)
- برونو ريزيندي على موقع عالم الكرة الطائرة (الإنجليزية)
- برونو ريزيندي على موقع دوري الدرجة الأولى الإيطالي للكرة الطائرة - رجال (الإيطالية)
- برونو ريزيندي على موقع اللجنة الأولمبية الدولية (الإنجليزية)
- برونو ريزيندي على موقع أوليمبيديا (الإنجليزية)
- برونو ريزيندي على موقع اللجنة الأولمبية البرازيلية (البرتغالية)

- FIVB Profile

1. ↑  Olympedia (بالإنجليزية), 2006, QID:Q95606922